# Hidroxid de fier (II)
Hidroxidul de fier (II) este o bază alcătuită din două grupări hidroxil și un atom de fier. Formula sa chimică este Fe(OH)2. 